# Pamekasan
Pamekasan est une ville d'Indonésie située dans la province de Java oriental.

## Géographie
Pamekasan, qui comptait 89 103 habitants en 2010, se trouve sur l'île de Madura en Indonésie, dans la province de Java oriental, c'est le siège du Kabupaten de Pamekasan qui compte 882 837 habitants en 2023.